# 布里安娜·泰森-伊顿
布里安娜·泰森-伊顿（英語：Brianne Theisen-Eaton，1988年12月18日—），加拿大女子七项全能运动员，她参加过2012年奥运会和2016年奥运会，获得里约奥运会七项全能铜牌，以6808分保持着加拿大的国家记录。她赢得2013年世界田径锦标赛、2014年世界室内田径锦标赛和2015年世界田径锦标赛女子七项全能银牌。她是首位参与世锦赛多项赛事的加拿大女选手。她还是2014年英联邦运动会女子七项全能冠军。

## 外部連結
- 布里安娜·泰森-伊顿在的頁面
- Athlete profile at Athletics Canada